# فتح مصر توسط آشوریان
فتح مصر توسط آشوریان دوره نسبتاً کوتاهی از امپراتوری آشوری نو از سال ۶۷۳ تا ۶۶۳ پیش از میلاد را دربر گرفت. فتح مصر نه تنها سرزمینی با اعتبار فرهنگی را تحت سلطه آشوریان قرار داد، بلکه امپراتوری آشور را نیز به بیشترین حد خود رساند.